# Girocronologia
Es denomina girocronologia a un mètode nou per determinar de forma precisa les edats dels estels basat en la seva velocitat de rotació. Desenvolupat en 2007 per Sydney Barnes, astrònom de l'Observatori Lowell, aquest mètode considera la rotació d'un estel com un rellotge astronòmic, indicant amb bastant precisió el temps transcorregut des del naixement de l'estel. La tècnica permet aprofundir en la idea d'Skumanitx, qui ja en 1972 va observar que un altre mesurament del gir estel·lar canvia de forma constant amb l'edat dels cúmuls estel·lars.
Considerant que el període de rotació d'un estel manté un canvi constant i està en funció de la seva edat i color, la girocronologia permet determinar l'edat d'un estel quan es coneixen el seu període de rotació i el seu tipus espectral (color). Aquest últim valor és un indicador de la massa i la temperatura de la seva superfície. Els marges d'error típics en les edats girocronolòques són de l'ordre del 15 %, mentre que els mètodes anteriors de datació (mètode isòcron i cromosfèric) presenten marges d'error que se situen entre el 50 % i el 100 %.
La girocronologia pot ser calibrada utilitzant l'edat coneguda del Sol (4600 milions d'anys). Una altra característica distintiva d'aquesta tècnica és que funciona bé amb la gran majoria d'estels, inclosos els estels de camp, és a dir, aquells que no es troben en cúmuls estel·lars. No obstant això, la girocronologia no funciona bé per a aquells estels més joves que no han començat a fusionar combustible a un ritme sostingut, característica dels estels pre-seqüència principal, ni per aquells que en la seva evolució ja han abandonat la seqüència principal.